# Бубера
Бубе́ра (кат. Bovera, вимова літературною каталанською [bu'βεɾə]) - муніципалітет, розташований в Автономній області Каталонія, в Іспанії. Код муніципалітету за номенклатурою Інституту статистики Каталонії - 250560. Знаходиться у районі (кумарці) Ґаррігас (коди району - 18 та GG) провінції Льєйда, згідно з новою адміністративною реформою перебуватиме у складі Західної баґарії (округи). 